# Egon Erzum
Egon Erzum (ur. 22 września 1904 w Prekule, zm. 14 października 1974 w Leutershausen) – niemiecki policjant, zbrodniarz wojenny, po wojnie polityk bawarskiej CSU.

## Życiorys
Studiował filologię i prawo w Dorpacie i Rydze. Od 1925 pracował (jako student) w wydziale policji, a potem był dowódcą w szkole policyjnej. W latach 1928–1930 uczył się w szkole wojskowej. W czasie wojny, doszedł do stopnia pułkownika Ordnungspolizei. Dowodził policją portową w Rydze. Należał też do Ryskiego Chóru Męskiego. Pod koniec 1939 otrzymał przeniesienie z Rygi do Poznania, gdzie zatrudniono go w Urzędzie Powierniczym. Jako Baltendeutsch otrzymał w grudniu 1940 zrabowaną Polakom willę na osiedlu Abisynia przy ul. Podkomorskiej 4, po Ludwiku Michalskim (wcześniej krótko przebywał w Baltenlagrze przy Świętym Marcinie). Wybór nie był przypadkowy, bowiem Erzum zajmował się urzędowo obrotem zrabowanymi nieruchomościami, dopuszczając się oszustw i malwersacji. Niedługo później przeniósł się do pracy w policji w stopniu majora. Utrzymywał, że posiadał doktorat z prawa karnego, a także iż ukończył fakultety: filologiczny, filozoficzny i teologiczny, dyplomy te jednak miały mu zaginąć. Pracował w barakach przy ul. Ułańskiej i Bułgarskiej, jednak nie wiadomo dokładnie co robił. Jego postawę wkrótce doceniono i awansowano go na pułkownika. W 1942 posłano go do Generalnej Guberni, a następnie w rejon Mińska, gdzie zasłynął z bezwzględności, m.in. podczas likwidacji getta w Słonimie. Jego bezpośredni podwładni zamordowali tam około 3000 Żydów, którzy zmuszani byli do kopania dołów. Znane były przypadki, kiedy po egzekucji rozkazywał oblewać benzyną i podpalać zarówno martwych, jak i żywych. Wkrótce został dowódcą w 18. Łotewskim Batalionie Schutzmannschaft, z którym pacyfikował m.in. Naliboki. W latach 1944–1945 służył w Jugosławii i we Włoszech, gdzie zwalczał partyzantkę. 
W kwietniu 1945 znalazł się w niewoli amerykańskiej, ale szybko został zwolniony i pojechał do Niemiec, gdzie podjął pracę w tartaku. W 1948 zaangażował się w politykę i wstąpił do CSU w Bawarii. Został burmistrzem w Leutershausen. W 1962 został skazany na grzywnę za fałszowanie dokumentacji. W związku z wyrokiem wzbudził zainteresowanie dziennikarzy tygodnika „Der Spiegel”, którzy nie tylko wykryli jego nazistowską przeszłość, ale też podali w wątpliwość prawdziwość jego tytułów naukowych. W wyniku tego kryzysu został odwołany z urzędu burmistrza, ale w kolejnych wyborach ponownie wystartował na to stanowisko. Drugie wybory wygrał czterema głosami. Wiosną 1971 Prokuratura Generalna NRD doniosła urzędnikom zachodnim o mordach dokonanych na Białorusi, w związku z czym postawiono mu zarzut zbrodni – pomocnictwa w zamordowaniu około 5000 ludzi. Po zatrzymaniu rozchorował się w areszcie i został osadzony w oddziale szpitalnym więzienia w Ansbach. Formułowanie aktu oskarżenia było na tyle opieszałe, że Erzum zmarł nie doczekawszy wyroku.

## Rodzina
Miał żonę Irmgard i syna, także Egona (ur. 1934).